# 21555 Levary
21555 Levary è un asteroide della fascia principale del diametro medio di circa 19,17 km. Scoperto nel 1998, presenta un'orbita caratterizzata da un semiasse maggiore pari a 3,1926510 UA e da un'eccentricità di 0,0922590, inclinata di 15,67344° rispetto all'eclittica.